# Metrika (književnost)
Metrika (iz grškega metron = mera; tudi stihoslovje ali verzologija) je v literarni teoriji teorija o zgradbi verza v metričnih oz. numeričnih verznih sistemih in sicer silabotonizmu, tonizmu, silabizmu, kvantitativnem verzu. 

## Kaj meri metrika
Metrična merila za v verzih napisana besedila upoštevajo sledeča pravila:
- metrum oz. metrična shema (zgradba verzne vrstice glede na število zlogov in/ali število naglasov in/ali število dolgih zlogov),
- ritem (dejanska realizacija metrične sheme),
- stik (rima, asonanca, aliteracija),
- kitica (število verzov).

## Klasična pravila metrike
Klasična pravila so vse tiste formalne omejitve, ki so v preteklosti razlikovale poezijo od proze.

### Ritem
Ritem je enakomerno ponavljanje glasovnih signalov. V pesništvu določa zaporedje kratkih in dolgih ter naglašenih in nenaglašenih zlogov v besedilu. Kratki (nepoudarjeni) zlogi se zapisujejo z znakom U (v zadnjem času z 0), dolgi (poudarjeni) zlogi se zapisujejo z znakom — (v zadnjem času z 1). Glede na količino in poudarek zlogov, ki se ponavljajo, so klasična pravila opredelila 28 zaporedij, imenovanih stópice. Najbolj znane stopice so: jamb, trohej, daktil, amfibrah, anapest in spondej, od katerih so prve štiri najbolj primerne za slovenski jezik.
- Jamb je dvozložna stopica, ki jo konvencionalno zapisujemo U—, na primer: meščan, bedak.
- Trohej je dvozložna stopica, ki jo konvencionalno zapisujemo —U, na primer: mati, kozel.
- Daktil je trizložna stopica, ki jo konvencionalno zapisujemo —UU, na primer: rožica, pisanje.
- Amfibrah je trizložna stopica, ki jo konvencionalno zapisujemo U—U, na primer: na polju, verjetno.
- Anapest je trizložna stopica, ki jo konvencionalno zapisujemo UU—, na primer: zemljevid, brez strahu.
- Spondej je dvozložna stopica, ki jo konvencionalno zapisujemo ——, na primer: prav on, nič več.

### Verz
Verz ali vrstica (tudi stih) je določeno zaporedje stopic. Po navadi je sestavljen iz ene do osmih stopic, ki so lahko enake ali med seboj različne. Običajno je vsa pesnitev sestavljena v enakih verzih ali v enakih skupinah različnih verzov. Uveljavile so se nekatere oblike verzov, ki so prišle v stalno rabo. Pri teh je natanko določena dolžina verza, vrsta njegovih sestavnih delov (stopic) in celo stik s sosednjimi verzi (rima ali asonanca). V slovenščini so se največkrat uporabljali španski trohej (osem zlogov), italijanski enajsterec (pet jambov in končni U) in grški šesterec (pet daktilov in končni trohej).

### Stik
Stik je ujemanje glasov ali sozvočje dveh verzov, bodisi na koncu kot v sredini verza. Najbolj izrazit je polni stik ali rima, kjer se v dveh ali več verzih ponavlja eden ali več zlogov. Kot klasično pravilo metrike je povezano z obliko verza in kitice, kjer je natančno določeno, kateri verzi se morajo stikati. 

### Kitica
Kitica je skupina verzov, ki so povezani v smiselno enoto, a pogosto sega miselna zveza preko več kitic. Po količini verzov, ki sestavljajo kitico, jih imenujemo tercine, kvartine, sekstine in oktave. Za vsako od teh so vnaprej določeni stični verzi. Tako je na primer klasični sonet sestavljen iz dveh kvartin in dveh tercin z rimo abba, abba, cdc, dcd.

## Moderna poezija
Moderno pojmovanje poezije vključuje tudi lirično prozo in nevezane lirične oblike, ki se med seboj razlikujeta praktično samo v nepretrganem oziroma večvrstičnem zapisu. Po drugi strani je pa vedno manj epskih pesnitev, kar večkrat privede do napačnega istovetenja »poezije« z »liriko«. Praviloma je poezija vsak umetniško obdelan tekst, medtem ko je lirika samo tisti del poezije, ki opeva čustva in počutja.